# Jugo-Zapadnaja
Jugo-Zapadnaja (in russo Ю́го-За́падная?), o Sud-occidentale, è una stazione della Linea Sokol'ničeskaja, la linea 1 della Metropolitana di Mosca. L'architetto fu J. V. Tataržinskaja e il colore dominante della stazione è il bianco. Jugo-Zapadnaja presenta quattro ingressi, tutti intorno all'incrocio di Prospekt Vernadskogo con Via Pokryškina.
Jugo-Zapadnaja è una delle stazioni più utilizzate del sistema, e totalizza in media 141.000 passeggeri al giorno, secondo uno studio condotto nel 1999.
Fino all'8 dicembre 2014, ha rappresentato il capolinea sud-occidentale della linea; è stata sostituita da Troparëvo.